# 중심뒤이랑
신경해부학에서 중심뒤이랑(postcentral gyrus) 또는 중심후회(中心後回)는 인간 뇌의 가측 마루엽에 있는 눈에 띄는 이랑이다. 이곳은 촉각을 담당하는 주요 감각 수용 영역인 일차몸감각겉질(primary somatosensory cortex)의 위치이다. 다른 감각 영역과 마찬가지로 이 위치에는 감각 호문쿨루스(sensory homunculus)라고 불리는 감각 공간 지도가 있다.
일차 체성감각 피질은 처음에 와일더 펜필드(Wilder Penfield)의 표면 자극 연구와 바드(Bard), 울지(Woolsey), 마샬(Marshall)의 평행 표면 전위 연구를 통해 정의되었다. 처음에는 브로드만 영역 3, 1, 2와 거의 동일하다고 정의되었지만 존 카스(Jon Kaas)의 최근 연구에서는 다른 감각 장(sensory field)과의 동질성을 위해 영역 3만 일차몸감각겉질로 기술해야 한다고 제안했다. 왜냐하면 브로드만 영역 3이 감각 입력 장(sensory input field)으로부터 시상겉질 신경섬유(thalamocortical fiber)를 많이 받기 때문이다.

## 구조
가쪽중심뒤이랑(lateral postcentral gyrus)은 다음과 같이 경계를 이루고 있다.
- 안쪽세로틈새(medial longitudinal fissure)는 안쪽 경계를 이룬다.
- 중심고랑(central sulcus)은 앞쪽 경계를 이룬다.
- 중심뒤고랑(postcentral sulcus)은 뒤쪽 경계를 이룬다.
- 가쪽고랑(lateral sulcus)은 아래쪽 경계를 이룬다.

중심뒤이랑에는 브로드만 영역 1, 2, 3이 포함된다. 브로드만 영역 1은 중심뒤이랑의 꼭대기를 차지한다.

## 같이 보기
- 인간 두뇌의 영역 목록
- 중심앞 이랑(precentral gyrus)